# جيولوجيا إحصائية

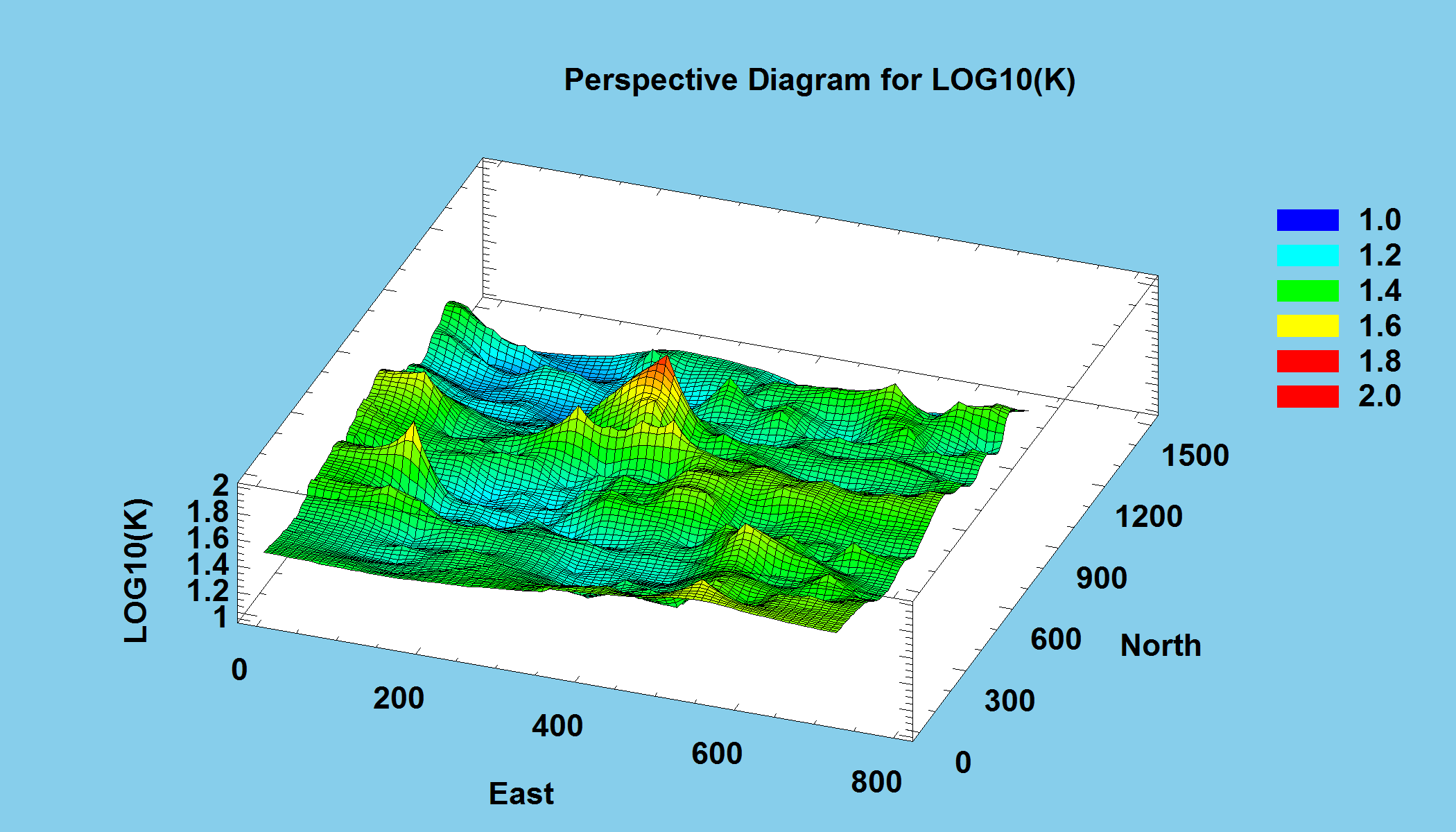

علم الإحصاء الجيولوجي هو فرع من الإحصاءات الذي يركز على مجموعات البيانات المكانية أو الزمكانية. تم تطويره في الأصل للتنبؤ بتوزيعات احتمال درجات الخام لعمليات التعدين، يتم تطبيقه حاليًا في تخصصات متنوعة بما في ذلك جيولوجيا البترول، الهيدرولوجيا، الأرصاد الجوية، علم المحيطات، الكيمياء الجيولوجية، علم المعادن، الجغرافيا، التحكم البيئي، بيئة المناظر الطبيعية، التربة وعلوم الزراعة (خاصة في الزراعة الدقيقة). يتم تطبيق الإحصاء الجيولوجي في فروع متنوعة من الجغرافيا، وخاصة تلك التي تشمل انتشار الأمراض (علم الأوبئة)، وممارسة التجارة والتخطيط العسكري (اللوجستي)، وتطوير شبكات مكانية فعالة. يتم دمج الخوارزميات الإحصائية الجغرافية في العديد من الأماكن، بما في ذلك نظم المعلومات الجغرافية (GIS).